# カリフォルニア州立大学ロングビーチ校
カリフォルニア州立大学ロングビーチ校（英語: California State University, Long Beach CSULB）は、カリフォルニア州ロサンゼルス郡ロングビーチ1250 Bellflower Boulevardに本部を置くアメリカ合衆国の州立大学。1949年創立、1949年大学設置。大学の略称はCSULB。カリフォルニア州立大学（California State University）23大学の中で2番目の規模を有する。学生数約3万2000人、教職員数約2500人。

## 概要
幅広い専門分野で質の高い教育を地域の人々に提供している総合大学である。中でも芸術学部は規模が大きく、アート＆デザイン、ダンス、建築・工業デザイン、映画、音楽、舞台芸術などから、著名人を輩出しており、留学生も多い。

## 主な卒業生
- アンソニー・コールマン
- スティーヴン・スピルバーグ
- ジェイソン・ジアンビ
- ターメル・スレッジ
- ビクター・ペストフ
- 張國煒（スターラックス航空創業者）経済学碩士（修士に相当）修了[2]。
- カーペンターズ
- 生島ヒロシ
- 安藤あや菜
- 大森敬仁

## 脚注

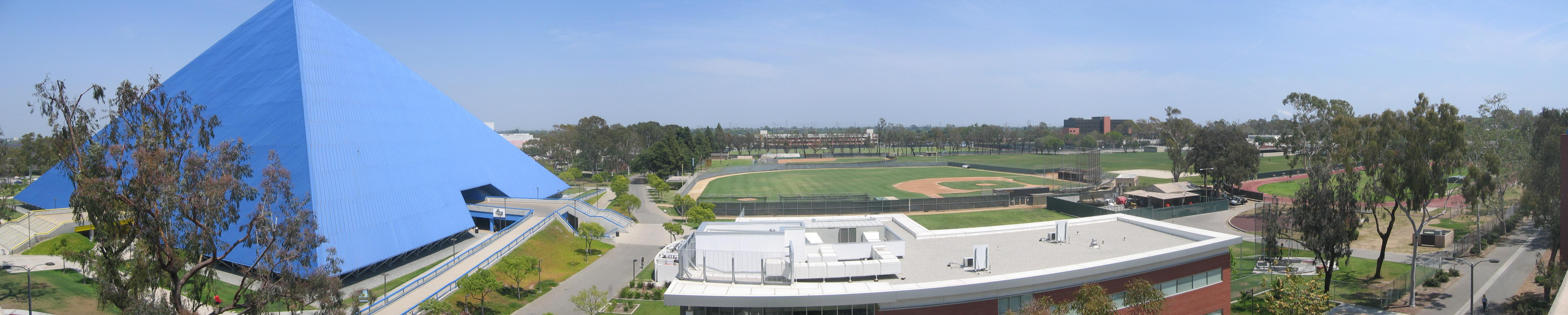
ピラミッド型体育館とキャンパス、2007年5月